# Acalolepta lineata
Acalolepta lineata är en skalbaggsart som först beskrevs av Stefan von Breuning 1939.  Acalolepta lineata ingår i släktet Acalolepta och familjen långhorningar. Inga underarter finns listade i Catalogue of Life.